# Friedrich Uebelhoer
Friedrich Uebelhoer (även Übelhör), född den 25 september 1893 i Rothenburg ob der Tauber, död förmodligen 1945, var en tysk nazistisk politiker och SS-Brigadeführer. Han var president i Regierungsbezirk Litzmannstadt (till 1941 benämnt Regierungsbezirk Kalisch) i östra Reichsgau Wartheland från 1939 till 1943. 
Uebelhoer inrättade 1940 Łódź getto på order av Arthur Greiser, Gauleiter i Reichsgau Wartheland. I en rundskrivelse från den 10 december 1939 förklarade Uebelhoer:
| ” | Skapandet av gettot är naturligtvis endast en tillfällig åtgärd. Jag förbehåller mig rätten att besluta när och på vilket sätt gettot och hela staden Łódź skall rensas på judar. Det slutgiltiga målet måste vara att med alla medel bränna bort denna pestböld. | „ |